# Tanypezoidea
Tanypezoidea zijn een superfamilie uit de orde van de tweevleugeligen (Diptera), onderorde vliegen (Brachycera).

## Taxonomie
De volgende families zijn bij de superfamilie ingedeeld:
- Diopsidae Bilberg, 1820 (14 geslachten, 194 soorten, 1/3/2)
- Gobryidae McAlpine, 1997 (1 geslacht, 5 soorten)
- Nothybidae Frey, 1927 (1 geslacht, 8 soorten)
- Psilidae (Wortelvliegen) Macquart, 1835 (13 geslachten, 322 soorten, 2/2/12)
- Somatiidae Hendel, 1935 (1 geslacht, 7 soorten)
- Syringogastridae Prado, 1969 (1 geslacht, 23 soorten)
- Tanypezidae (Langpootvliegen) Rondani, 1856 (5 geslachten, 68 soorten, 0/1/1)[2]
- Strongylophthalmyiidae[3]